# Stig Lindberg (konstnär)
Stig Evert Lindberg, född 13 oktober 1913 i Borås, död 27 mars 1997 i Ljung, var en svensk tecknare och målare.
Han var son till textilarbetaren Jöns Alfred Lindberg och Margareta Nordlund och från 1946 var gift med konstnären Margit Lindberg. Han studerade vid Konstgillets målarskola i Borås 1941–1943 och vid Valands målarskola i Göteborg 1943–1946 samt för André Lhote vid Académie de la Grande Chaumière i Paris 1946–1947 och under längre vistelser Spanien. Han medverkade i Nationalmuseums utställning Unga tecknare 1948 där han samtidigt tilldelades Maria Leander-Engström-stipendiet. Han medverkade i Konstakademiens akvarellutställning 1947 och i decemberutställningarna på Borås konstmuseum. Separat ställde han ut på bland annat Borås konstmuseum och Galleri Brinken i Stockholm. Bland hans offentliga arbeten märks utsmyckningar i Borås och Ljung. Hans konst består av suggestiva porträtt och figurer samt tecknade ansikten. Lindberg är representerad vid Moderna museet i Stockholm, Borås konstmuseum, Göteborgs museum, Engelbrektsskolan i Borås och i Gustaf VI Adolfs samling.